# Niklas Heidemann
Niklas Heidemann (* 6. Januar 1995 in Schwerte) ist ein deutscher Fußballspieler, der seit 2021 beim Wuppertaler SV unter Vertrag steht.

## Werdegang
Heidemann begann in der Jugend von Borussia Dortmund, bevor er sich der Jugend von Preußen Münster anschloss. Nach Stationen im Juniorenbereich bei der SG Wattenscheid und dem MSV Duisburg wechselte er zur Saison 2014/15 in die zweite Mannschaft der Duisburger in die Oberliga Niederrhein. Von hier wechselte er dann in die Regionalliga West zum Wuppertaler SV. Nach Auslauf seines Vertrages wechselte er zur Saison 2018/19 in die dritte Liga zum SC Preußen Münster, wo er am 28. Juli 2018 im Auswärtsspiel gegen Fortuna Köln sein Debüt im Profifußball gab. Mit den Preußen stieg er am Ende der Saison 2019/20 in die Regionalliga ab.
Zur Saison 2021/22 schloss er sich wieder dem Wuppertaler SV an.